# George Richardson Proctor
George Richardson Proctor (1920 – Nueva York,  12 de octubre de 2015) es un botánico y pteridólogo estadounidense. Desde 1949 se instaló en Jamaica, estudiando y recolectando su flora.
En 2004, la "Universidad de Indias Occidentales" le otorga el doctorado hononario DSc.

## Algunas publicaciones
- Gooding, EGB; AR Loveless, GR Proctor. 1958. Flora of Barbados
- Proctor, GR. 1958. Further New Records of Myrtaceae from Jamaica. En: Rhodora. Journal of the New England Botanical Club 60: 323–326.
- Adams, CD; GR Proctor, RW Read. 1972. Flowering Plants of Jamaica. University of the West Indies

## Honores

### Epónimos
Unas 55 especies se han nombrado en su honor, como:
- (Amaryllidaceae) Zephyranthes proctorii Acev.-Rodr. & M.T.Strong
- (Asteraceae) Lepidaploa proctorii (Urbatsch) H.Rob.
- (Grammitidaceae) Cochlidium proctorii (Copel.) L.E.Bishop
- (Thelypteridaceae) Thelypteris proctorii A.R.Sm. & Lellinger

- La abreviatura «Proctor» se emplea para indicar a George Richardson Proctor como autoridad en la descripción y clasificación científica de los vegetales.[4]